# La montagna del dio cannibale
La montagna del dio cannibale è un film del 1978, scritto e diretto da Sergio Martino.

## Trama
Susan organizza, insieme al fratello Arthur e alla guida Edward, una spedizione segreta in un'isola papuana per scoprire che fine abbia fatto suo marito, Harry Stevenson. Durante il viaggio si verificano situazioni funeste che culminano in un incontro ravvicinato con una popolazione indigena antropofaga.

## Produzione

### Sceneggiatura
Come dichiarato da Sergio Martino, il soggetto del film è ispirato, parzialmente, a  Le nevi del Chilimangiaro.
Sempre il regista romano ha ammesso che il canovaccio della pellicola segue la maggior parte degli stilemi tipici del cannibal movie, genere che, tra gli anni Settanta e Ottanta, ha spopolato oltreoceano.

### Riprese[2]
Nonostante la vicenda filmica si svolga in Papua Nuova Guinea, il lungometraggio è stato girato interamente nello Sri Lanka.
Le sequenze degli animali esotici barbaramente uccisi dagli indigeni sono reali.
Stando alle parole di Martino, Ursula Andress rischiò la vita sul set. L'attrice venne quasi strangolata a morte da un pitone in una scena della pellicola.

## Distribuzione

### Data di uscita
La montagna del dio cannibale uscì nelle sale italiane il 10 agosto 1978. Lo stesso anno fu distribuito nella maggior parte dei paesi europei. Venne, in seguito, esportato in Estremo Oriente e negli Stati Uniti d'America. È conosciuto col titolo internazionale Slave of the Cannibal God.

### Divieti
L'edizione cinematografica italiana è vietata ai minori di 14 anni a causa di contenuti espliciti. Esistono, in commercio, versioni non censurate con un limite aumentato a 18.
Il film, fino al 2001, era annoverato nell'elenco video nasty.

## Accoglienza

### Critica
La rivista FilmTv considera l'opera di Martino un «fumettone avventuroso». Il portale Longtake giudica il lungometraggio «dozzinale (...) noioso anche per gli appassionati di genere».

## Influenza culturale
Alcune scene del film sono state assemblate e aggiunte in Mangiati vivi!.
Tra i registi che hanno apprezzato il titolo di Martino si ricorda, in particolare, Eli Roth. Quest'ultimo ha omaggiato il cult movie in The Green Inferno.